# Companhia Portuguesa das Índias Orientais
A Companhia Portuguesa das Índias Orientais (Companhia do commércio da Índia ou Companhia da Índia Oriental) foi uma tentativa malfadada de Filipe III de Portugal de criar uma empresa nacional fretada para garantir a segurança dos interesses portugueses na Índia contra a crescente influência de holandeses e ingleses após a união pessoal das coroas portuguesa e espanhola.

## Antecedentes
O comércio português com a Índia era monopólio da coroa desde que o capitão português Vasco da Gama descobriu o caminho marítimo para a Índia em 1497-1499. O comércio era administrado pela Casa da Índia , a casa real de comércio fundada por volta de 1500, foi a primeira a organizar uma sociedade de comerciantes e investidores para comercializar na Índia. A Casa era responsável pelas armadas anuais da Índia . No entanto, em 1560, as finanças da Casa não estavam bem e, em 1570, o rei D. Sebastião de Portugal emitiu um decreto abrindo o comércio com a Índia a qualquer cidadão português. Como poucos aceitaram a oferta, o decreto de livre comércio foi substituído em 1578 por um novo sistema de monopólios anuais, em que a Casa vendia os contratos comerciais da Índia a um consórcio privado de comerciantes portugueses, garantindo-lhes o monopólio por um ano. Este sistema de contrato anual foi abandonado em 1597 e o monopólio real foi retomado.
A União Ibérica de 1580, que deu ao rei Filipe II da Espanha a coroa de Portugal, pouco mudou no início. No entanto, a influência crescente das Companhias das Índias Orientais holandesa e inglesa no subcontinente indiano e em outras partes das Índias Orientais após 1600 levou o rei a experimentar diferentes arranjos para proteger o império colonial português. Em 1605, criou o Conselho da Índia , para aproximar os negócios da Índia portuguesa da coroa dos Habsburgo. Mas isso entrou em conflito com as linhas mais antigas da autoridade portuguesa, e o conselho foi finalmente dissolvido em 1614.

## A Proposta
Foi nessa época que surgiu a ideia de uma empresa privada portuguesa das Índias Orientais, organizada nos moldes de empresas holandesas e inglesas. Isso foi promovido pelo comerciante cristão-novo e panfletário mercantilista português Duarte Gomes Solis, que morava em Madri, principalmente em seu tratado em espanhol Discursos sobre los Comercios de las Indias (publicado em 1622, embora tenha circulado anteriormente). Solis argumentou que uma sociedade anônima privada poderia levantar mais capital, reerguer o comércio asiático e competir de forma mais eficiente com os anglo-holandeses no Oceano Índico.
O rei Filipe III de Portugal pôs em marcha a ideia em 1624 e nomeou D. Jorge Mascarenhas, presidente da Câmara de Lisboa e membro do Conselho de Estado, para chefiar uma comissão para a implementação da proposta Solis. Apesar de ser apoiada por Olivares , a proposta enfrentou muito cepticismo e oposição, particularmente por parte do Duque de Villahermosa (chefe do Conselho de Portugal ), e Mascarenhas teve problemas consideráveis em assegurar compromissos de investimento.

## A Empresa
A Companhia do commércio da Índia (ou Companhia da Índia Oriental) surgiu finalmente em agosto de 1628, quando foi concedido foral por D. Filipe III. A Companhia seria governada por uma Câmara de Administração Geral , composta por um presidente (Jorge Mascarenhas) e seis administradores, eleitos pelos investidores, com plenos poderes, embora seus atos judiciais, práticas administrativas e financeiras estivessem sujeitos à revisão de uma assessoria Conselho do Comércio na corte do rei em Madrid . O alvará previa um período de transição de dois anos, durante o qual o real Conselho da Fazenda continuaria a supervisionar as frotas da Índia , a Casa da Índia e o Armazém da Índia, antes de passá-los todos para a administração da Companhia. A Companhia se encarregaria de administrar e cobrar as taxas alfandegárias devidas na Casa.
A Companhia foi constituída sob a forma de um bloco de ações de seis anos, renováveis por mais seis com a subscrição mínima de 100 cruzados . A Companhia detém o monopólio do comércio de conchas de coral, pimenta, canela, ébano e cauri, podendo ser estendido a outros itens mediante solicitação. A empresa, criada no contexto da Guerra Luso-Holandesa, tinha plenos privilégios administrativos e jurídicos, incluindo o direito de manter todos os despojos de apreensões de navios holandeses e ingleses.

## O Fim
A Companhia não obteve sucesso. Os investidores permaneceram céticos, os comerciantes portugueses no exterior rejeitaram a autoridade da nova Companhia e os ataques anglo-holandeses ao antigo império português na Ásia tornaram-se irreparáveis, diminuindo as margens de lucro no comércio de especiarias. Devido à falta de lucro a Companhia logo deixou de operar e foi liquidada em abril de 1633.  A Casa da Índia e o comércio da Índia voltaram à tutela do Conselho da Fazenda.